# Trachea malezieuxi
Trachea malezieuxi är en fjärilsart som beskrevs av Paul Dognin 1897. Trachea malezieuxi ingår i släktet Trachea och familjen nattflyn. Inga underarter finns listade i Catalogue of Life.